# The Boy Scouts to the Rescue (film 1913)
The Boy Scouts to the Rescue è un cortometraggio muto del 1913. Il nome del regista non viene riportato nei credit del film prodotto da David Horsley per la Nestor Film Company.

## Produzione
Il film fu prodotto dalla Nestor Film Company.

## Distribuzione
Distribuito dall'Universal Film Manufacturing Company, il film - un cortometraggio di una bobina - uscì nelle sale cinematografiche USA il 21 maggio 1913.